# József Kellermann
József Kellermann (ur. 5 stycznia 1937 w Dunapataj) – węgierski zapaśnik walczący w stylu wolnym. Olimpijczyk z Rzymu 1960, gdzie zajął dwunaste miejsce w kategorii 62 kg.
- Turniej w Rzymie 1960

Pokonał Meinrada Ernsta ze Szwajcarii, a przegrał z Erkkim Penttilą z Finlandii i Mustafą Dağıstanlım z Turcji.